# Gašinci
Gašinci és un districte de Croàcia, pertanyent al municipi de Satnica Đakovačka, a la zona de Đakovo, Comtat d'Osijek-Baranja, a l'Eslavònia Oriental.
Aquest districte és conegut pel camp de refugiats de Gašinci, situat a una zona d'entrenaments militars encara activa, en què entre 1991 i 2003 van ser concentrats refugiats de les diverses guerres balcàniques de finals del segle xx: la Guerra entre Croàcia i Sèrbia, la Guerra d'agressió a Bòsnia i la Guerra de Kosovo.